# 德意志劳工阵线
德意志劳工阵线（德語：Deutsche Arbeitsfront，缩写：DAF）是纳粹德国取缔威玛共和国的自由工会后创立的官方工会组织，它是一个雇主和工人的统一联盟，也是纳粹黨的统一工会组织。领导者为罗伯特·莱伊。
1933年5月2日起，在纳粹黨政权高调庆祝完第一个德国五一劳动节以后，就指派冲锋队和纳粹工会成员占领了自由工会的办公地点，没收了自由工会的财产，还拘捕并虐待了自由工会的领导干部。5月10日宣布立法解散自由工会，将所有的自由工会强行合并到统一的德意志劳工阵线中，同时也取消了工人罢工的权利。

## 组织
德意志劳工阵线下分为两个组织：
- 国家社会主义工厂组织（Nationalsozialistische Betriebszellenorganisation，NSBO）
- 国家社会主义贸易与工业组织（Nationalsozialistische Handels- und Gewerbeorganisation，NSHAGO）

另外成立了一些附属组织：
- 力量来自欢乐（Kraft durch Freude，KdF），组织工人参加免费或廉价的度假计划，在工厂附近组织文娱活动。
- 劳动之美（英语：Beauty of Labour），改善工作场所的环境。
- 国家劳役团（Reichsarbeitsdienst，RAD），为解决失业问题成立，成员主要为16-25岁的失业者，安排修筑高速公路。